# Transformada de Gabor-Wigner
La transformada de Gabor, que porta el nom de Dennis Gabor, i la funció de distribució de Wigner, que porta el nom d'Eugene Wigner, són totes dues eines per a l'anàlisi temps-freqüència. Atès que la transformada de Gabor no té una gran claredat, i la funció de distribució de Wigner té un "problema de termini creuat" (és a dir, no és lineal), un estudi de 2007 de SC Pei i JJ Ding va proposar una nova combinació de les dues transformades que té un alt nivell. claredat i sense problemes transversals. Com que el terme creuat no apareix a la transformada de Gabor, la distribució de freqüència de temps de la transformada de Gabor es pot utilitzar com a filtre per filtrar el terme creuat a la sortida de la funció de distribució de Wigner.
- Transformada de Gabor

{\displaystyle G_{x}(t,f)=\int _{-\infty }^{\infty }e^{-\pi (\tau -t)^{2}}e^{-j2\pi f\tau }x(\tau )\,d\tau }
- Funció de distribució Wigner

{\displaystyle W_{x}(t,f)=\int _{-\infty }^{\infty }x(t+\tau /2)x^{*}(t-\tau /2)e^{-j2\pi \tau \,f}\,d\tau }
Transformada de Gabor-Wigner
Hi ha moltes combinacions diferents per definir la transformada Gabor-Wigner. Aquí es donen quatre definicions diferents:
1. {\displaystyle D_{x}(t,f)=G_{x}(t,f)\times W_{x}(t,f)}
2. {\displaystyle D_{x}(t,f)=\min \left\{|G_{x}(t,f)|^{2},|W_{x}(t,f)|\right\}}
3. {\displaystyle D_{x}(t,f)=W_{x}(t,f)\times \{|G_{x}(t,f)|>0.25\}}
4. {\displaystyle D_{x}(t,f)=G_{x}^{2.6}(t,f)W_{x}^{0.7}(t,f)}